# Henry Edward McCallum
Pour les articles homonymes, voir McCallum.
Sir Henry Edward McCallum, (né le 28 octobre 1852 - mort le 24 novembre 1919), est un administrateur colonial britannique.
Il a été le 20e gouverneur du Ceylan britannique dans l'actuel Sri Lanka, gouverneur du KwaZulu-Natal dans l'actuelle Afrique du Sud, gouverneur de Lagos, et gouverneur de Terre-Neuve au Canada.

## Biographie

### Gouverneur de Ceylan britannique
En 1910, les premières élections démocratiques de Ceylan auront lieu grâce aux réformes constitutionnelles de 1910, largement connues sous le nom de réformes McCallum.
Lors de la création de ces réformes, c'est principalement Robert Crewe-Milnes, le secrétaire d'État aux colonies de la Grande-Bretagne, qui a soutenu l'introduction d'une élection d'un conseil législatif à Ceylan. McCallum était initialement opposé, mais après des négociations, un compromis a été décidé : seul un nombre limité de citoyens, respectant des critères spécifiques stricts, avaient le droit de voter.
Le Conseil législatif de Ceylan existait depuis 1833, grâce à la Commission Colebrooke-Cameron en tant que corps législatif du Ceylan britannique. Jusqu'aux modifications constitutionnelles de McCallum, les membres du Conseil législatif étaient tous nommés par le gouverneur.
C'est sous sa gouvernance qu'a eu lieu la première élection du Sri Lanka, les Élections du Conseil législatif de Ceylan de 1911.

## Distinctions
- Ordre de Saint-Michel et Saint-Georges Chevalier Grand-croix